# 陸貽信
陸貽信，BBS，SC（1951年11月11日—），香港資深大律師，1998年至2010年擔任律政司刑事檢控科副刑事檢控專員。2010年退休後轉為私人執業，並於2012年至2018年出任獨立監察警方處理投訴委員會委員，2015年至2023年間出任選舉管理委員會委員。

## 背景
陸貽信早年在香港島西營盤一帶成長，1964年畢業於港九酒樓茶室總工會第一小學，同年考入英皇書院。在校時曾獲得科目獎品以茲嘉許，與香港保釣運動領袖陳毓祥及為同屆同學。陸貽信1969年中五畢業，1971年中七畢業後考入香港中文大學。他先於1971年至1975年間完成哲學系學士課程（曾是崇基合唱團團員，師承勞思光、沈宣仁和陳特），再於1975年至1978年間修畢哲學碩士學位。期間於1977年7月4日加入房屋署，1979年轉任法庭傳譯員；1980年從報章廣告中得知香港大學招收首屆兼讀法律擴充課程學生，於是在對法律工作感興趣的情況下前往報讀，並獲取錄。及後於1982年考獲政府法律獎學金，正式於香港大學校園攻讀法學士學位，結果畢業於1984年，1985年獲認許為香港大律師，同年取得香港大學法學專業證書。
從1985年起，他加入律政署刑事檢控科，任職檢察官，往後逐步晉升為高級政府律師、副首席政府律師（1992年2月至1994年）以及首席政府律師（1994年至1998年）。至1998年起擔任律政司副刑事檢控專員，專門處理訟辯事宜及重要審訊，曾負責過1992年大角咀槍擊案、屯門色魔案、入境事務大樓縱火案、白沙村姦殺女童藏屍案、軍服色魔張禮文案、徐步高槍擊案、2007年前市政局主席梁定邦綁架案等案件。另一方面肩負司法人員培訓工作。
2002年，陸貽信獲終審法院首席法官李國能認許為資深大律師，是繼阮雲道之後第二位獲資深大律師資格的律政司華籍律師。他到了2010年因「盡心竭力服務政府」、「多年來克盡厥職」而獲香港特別行政區政府頒授銅紫荊星章。同年10月離開政府便加入「清洪御用資深大律師事務所」作私人執業。雖然離開政府崗位，陸貽信仍被委以公職。他在2012年12月被委任為獨立監察警方處理投訴委員會委員，至2018年12月31日任期結束離任。2015年1月7日亦獲委任為選舉管理委員會委員，接替離任的大律師駱應淦，直至2023年4月3日以健康理由向政府提出請辭。
除了法律界及公職之外，陸貽信是香港童軍總會會員兼法律顧問、香港中文大學法律學院諮詢委員會成員、香港法學交流基金會高級顧問以及香港大律師紀律審裁團成員（2014年起），也曾任香港樹仁大學法律及商業學系諮詢委員會成員。

## 個人生活
陸貽信已婚，其妻為於香港中文大學唸書時認識的校友施燕燕。施氏是前長洲官立中學校長，2人婚後育有兩名兒子。